# Postęp (Wyspy Owcze)

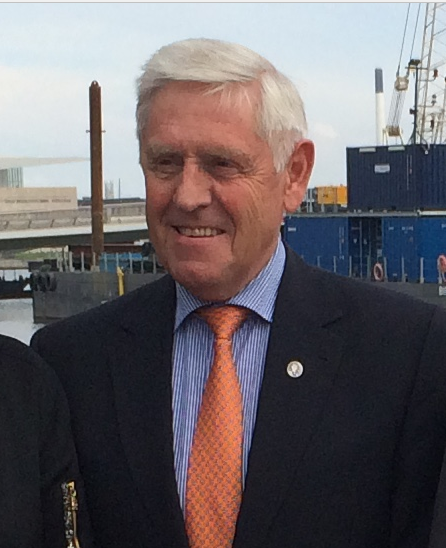
Poul Michelsen, pierwszy przewodniczący partii.

Postęp (far. Framsókn) – partia polityczna działająca na Wyspach Owczych. Reprezentuje poglądy liberalne i separatystyczne. Uznaje za konieczne wprowadzenie pełnej niepodległości archipelagu. Posługuje się pomarańczowym logiem z białą literą F na środku oraz barwą pomarańczową. Młodzieżówką partii jest Framsøkin Ung.

## Historia
Partia powstała 9 marca 2011 roku w wyniku opuszczenia szeregów Fólkaflokkurin przez część jej działaczy, na których czele stanął były burmistrz Tórshavn Poul Michelsen.
W wyborach w roku 2011 Framsókn zdobyła 1 933 głosy (6,3%), dzięki czemu przyznano jej dwa mandaty. Do Løgting weszli Poul Michelsen oraz Janus Rein. 6 października 2012 Janus Rein został niepolitycznym członkiem parlamentu, a 9 października dwudziestu pięciu członków Framsókn wysłało do niego list otwarty, by zrezygnował z funkcji posła i pozwolił wejść do Løgting kolejnej osobie z listy partii. Od tamtej pory do końca kadencji parlamentu Framsókn miał tylko jednego posła, a Rein dołączył później do Fólkaflokkurin. Partia wystawiła swoich kandydatów w wyborach samorządowych w roku 2012, jednak tylko jedna kandydatka dostała wystarczająco dużo głosów, by zostać radną. Była to Hanna Jensen w gminie Eysturkommuna.
Kolejne wybory odbyły się 1 września 2015 roku, a Framsókn uzyskała w nich 2 241 (7,0%) i 2 mandaty. Do parlamentu weszli: Hanna Jensen oraz Ruth Vang, która 15 września zastąpiła Poula Michelsena, kiedy ten został ministrem. 17 września do Postępu przeszła poseł Fólkaflokkurin Annika Olsen, co sprawiło, że reprezentacja partii w parlamencie powiększyła się. Trzy dni później odeszła zarówno z nowej partii, jak i z parlamentu. Jej funkcję przewodniczącej Komisji Finansów przejęła Ruth Vang. Partia wzięła też udział w wyborach do Folketingu, gdzie nie zdobyła żadnego mandatu.

## Program
Program partii przedstawia się następująco:
- Framsókn jest partią narodowo-liberalną.
- Partia chce, by każda osoba bez względu na swoją płeć, religię czy orientację seksualną miała równe prawa do funkcjonowania i pracy na Wyspach Owczych.
- Wolna przedsiębiorczość ma być podstawą ekonomiczną społeczeństwa. Partia opowiada się za możliwie jak największym rozwojem sektora prywatnego nad państwowym.
- Wyspy Owcze, według partii, powinny dążyć do niepodległości.
- Partia pragnie utworzyć społeczeństwo otwarte, w którym wolność jednostki będzie ograniczona jedynie przez wyobraźnię.
- Każdy w społeczeństwie powinien być odpowiedzialny za samego siebie, a odpowiedzialność publiczna za jednostkę powinna być ograniczona do minimum.
- Należy zreorganizować służbę zdrowia oraz system oświaty na Wyspach Owczych i doprowadzić do zmniejszenia liczby gmin poprzez ich akumulację.
- Należy zmniejszyć liczbę regulacji, zasad i ograniczeń. Odpowiedzialność powinno się możliwie maksymalnie przenieść na sektor prywatny.
- Najważniejszym celem partii jest uniezależnienie się od Danii, szczególnie w kwestiach finansowych.

## Organizacja Framsókn
Przewodniczący:
- Poul Michelsen

Wiceprzewodniczący:
- Hanna Jensen

### Obecni parlamentarzyści Framsókn
Ostatnie wybory odbyły się na Wyspach Owczych 1 września 2015 roku. Partia Postęp uzyskała w nich 7,0% głosów, co dało jej dwa mandaty w Løgtingu, czyli o dwa więcej względem poprzednich wyborów. Lista posłów obecnie sprawujących urząd z ramienia Framsókn przedstawia się następująco:
- Hanna Jensen
- Ruth Vang

### Obecni ministrowie z ramienia Framsókn
Po wyborach z 2015 roku następujący ministrowie zostali wybrani z ramienia partii Framsókn:
- Poul Michelsen - Minister Spraw Zagranicznych i Handlu

## Poparcie w wyborach

### Wybory parlamentarne
Wyniki Postępu w wyborach parlamentarnych przedstawiały się następująco:
| Wybory   | Løgting | Løgting  | Løgting | Løgting | Løgting | Folketing | Folketing | Folketing | Folketing | Folketing |
| Wybory   | Głosy   | Głosy    | Głosy   | Mandaty | Mandaty | Głosy     | Głosy     | Głosy     | Mandaty   | Mandaty   |
| Wybory   | Liczba  | %        | +/–     | Liczba  | +/–     | Liczba    | %         | +/–       | Liczba    | +/–       |
| -------- | ------- | -------- | ------- | ------- | ------- | --------- | --------- | --------- | --------- | --------- |
| 2011     | 1 933   | 6,3 (5.) | —       | 2/33    | —       | —         | —         | —         | —         | —         |
| 2015 (F) | 2 241   | 7,0 (5.) | 0,7     | 2/33    |         | 749       | 3,2 (5.)  | —         | 0/2       | —         |

### Wybory samorządowe
Wyniki Postępu w wyborach samorządowych przedstawiały się następująco:
| Wybory | Rady gmin | Rady gmin | Rady gmin | Rady gmin |
| Wybory | Głosy     | Głosy     | Mandaty   | Mandaty   |
| Wybory | %         | +/–       | Liczba    | +/–       |
| ------ | --------- | --------- | --------- | --------- |
| 2012   | 2,9       | —         | 1/203     | —         |